# Epacanthaclisis kuldurguch
Epacanthaclisis kuldurguch is een insect uit de familie van de mierenleeuwen (Myrmeleontidae), die tot de orde netvleugeligen (Neuroptera) behoort. 
Epacanthaclisis kuldurguch is voor het eerst wetenschappelijk beschreven door Krivokhatsky in 1998.